# Paenibacillaceae
Paenibacillaceae là một họ vi khuẩn Gram dương.